# Hamburg-Altona station
Hamburg-Altona är en järnvägsstation och är en av de stationer som har flest trafikanter i Hamburg. Stationen trafikeras av Hamburgs pendeltåg (S-Bahn), regionaltåg samt fjärrtåg. Stationen ligger i västra Hamburg i stadsdelen Altona och är slutstation för flera linjer. Ursprungsstationen byggdes 1898, men har byggts om. Stationsbyggnaden revs och byggdes om då man byggde pendeltågstunneln City-S-Bahn som trafikeras av Hamburgs S-Bahntåg. Stationen har två plan. Det undre planet består av en 4-spårig underjordisk pendeltågsstation. Stationen är en del av Hamburg-Altona länken. Det finns även byggda tunnlar för en framtida tunnelbanelinje under stationen.
Hamburg-Altona är också slutstation för SJ Euronight, SJ:s nattåg från Stockholm och Malmö.

## Bilder

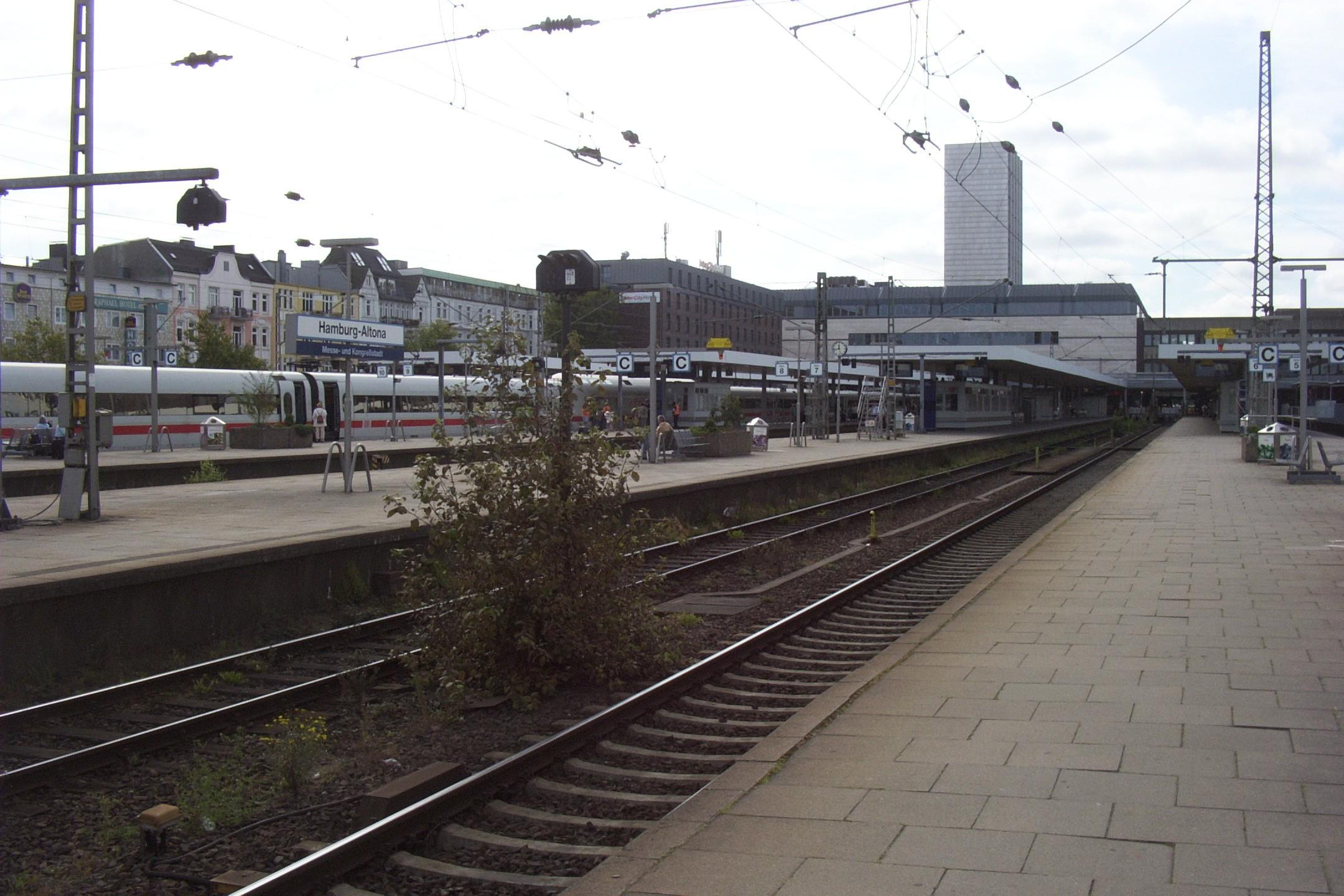
Tåg på stationen
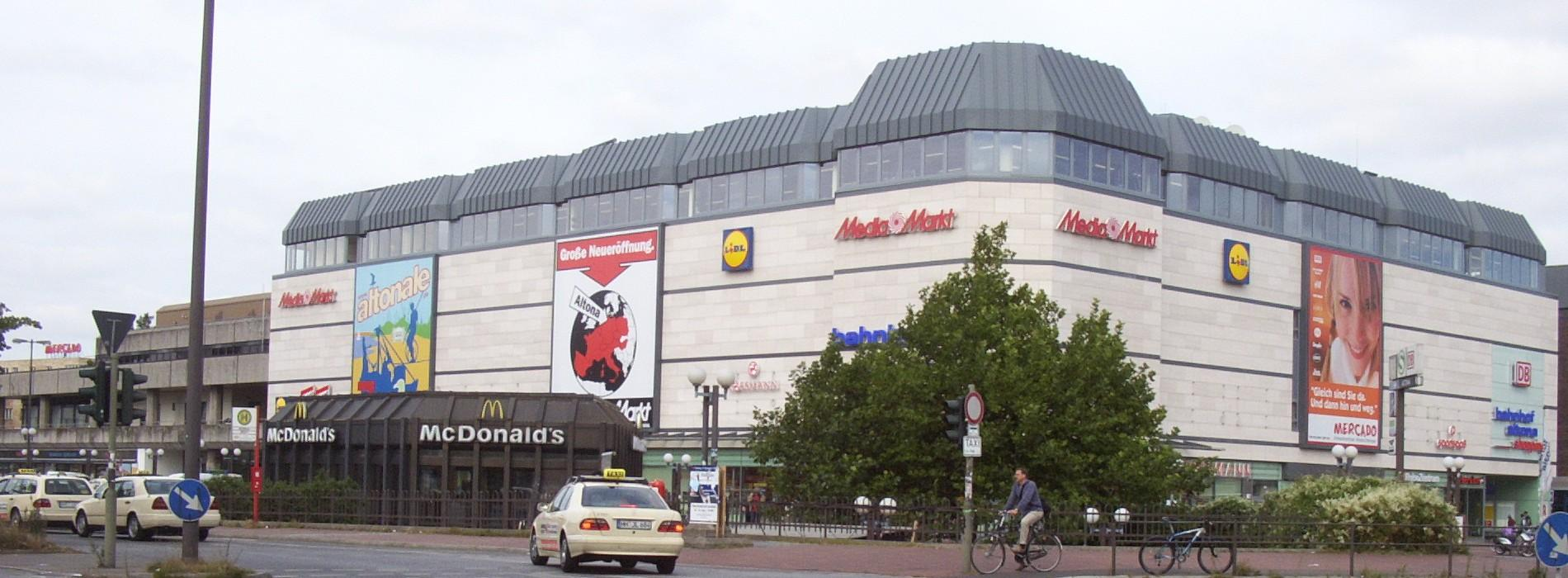
Stationsbyggnaden
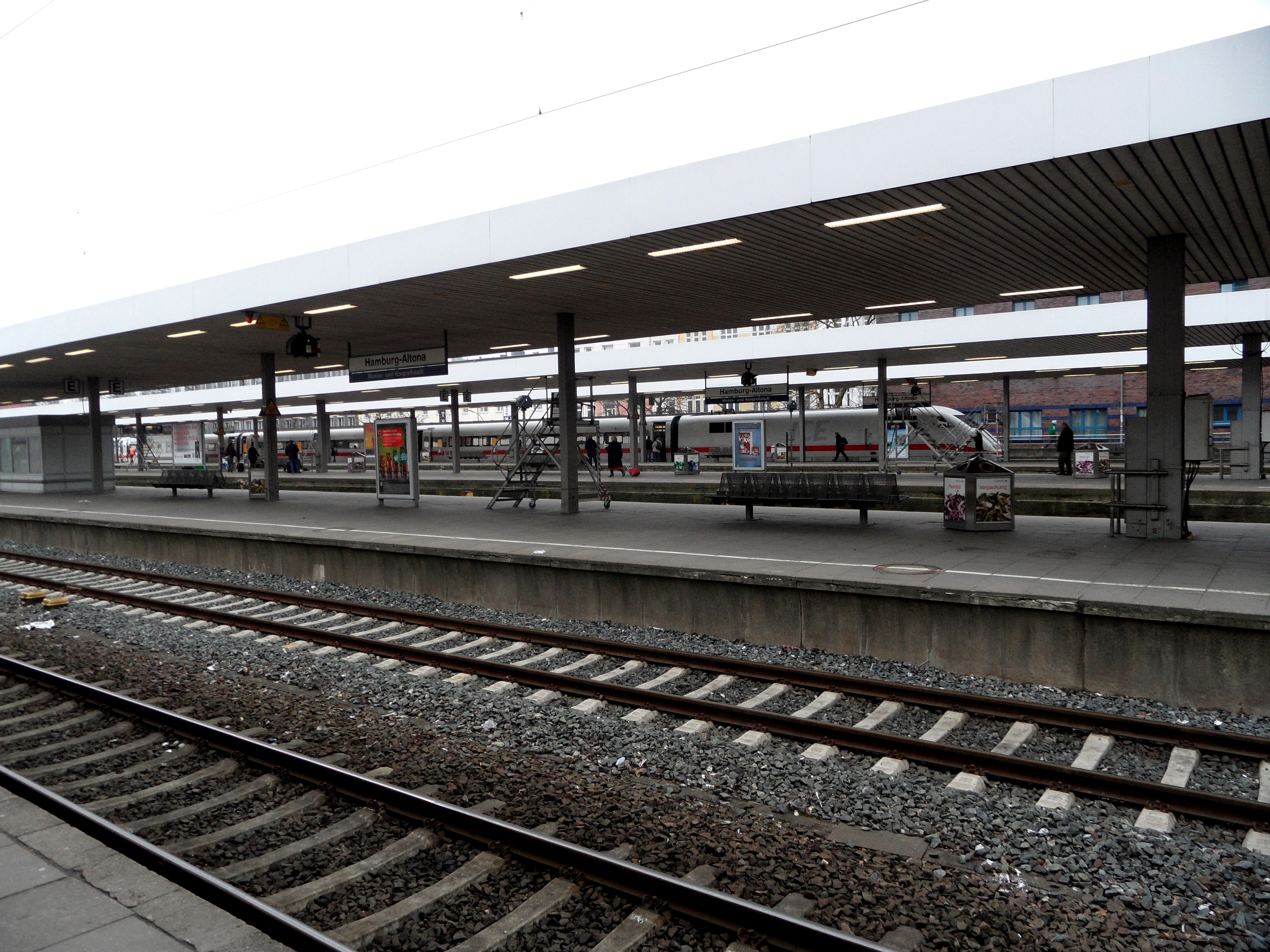
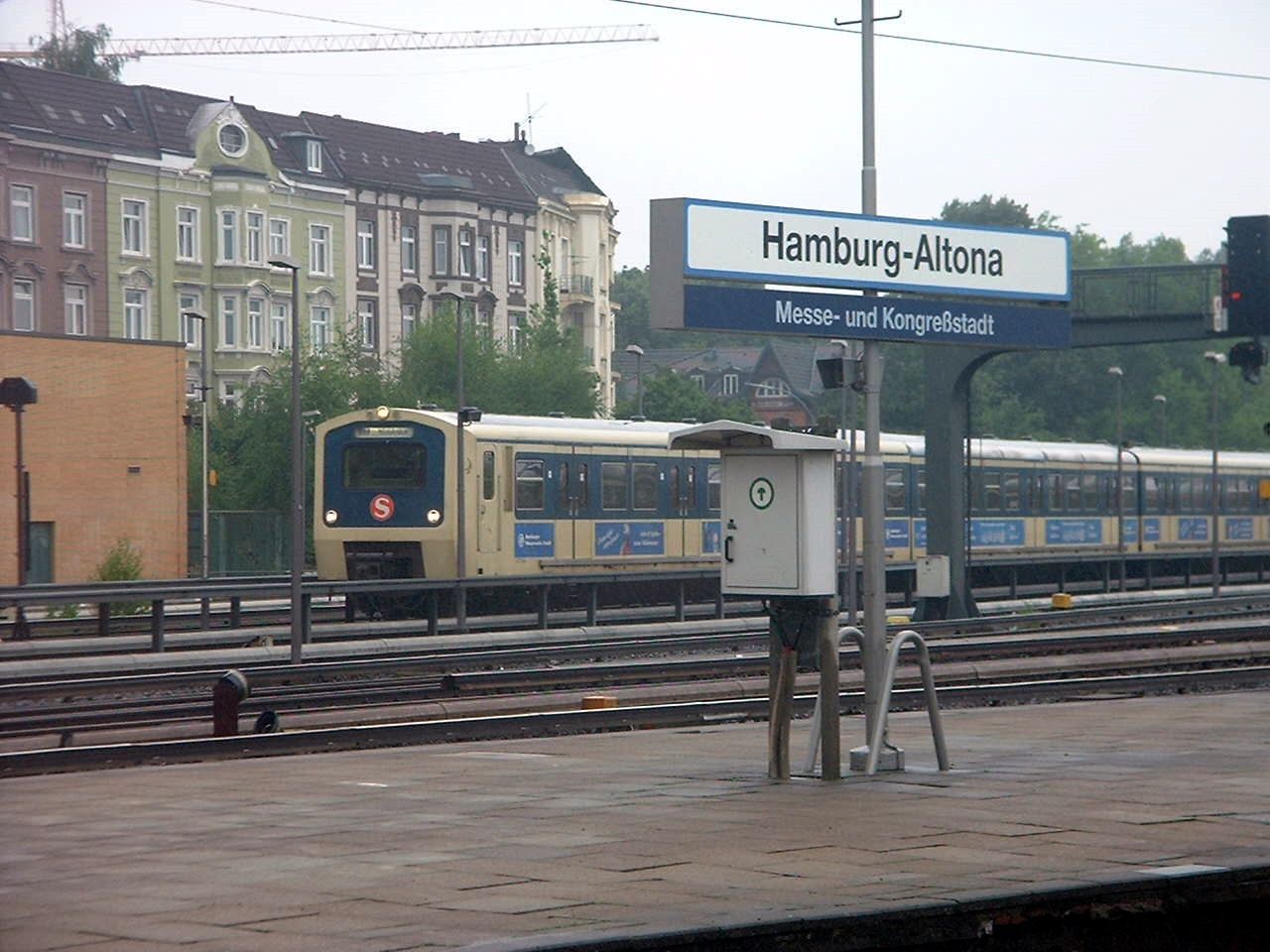
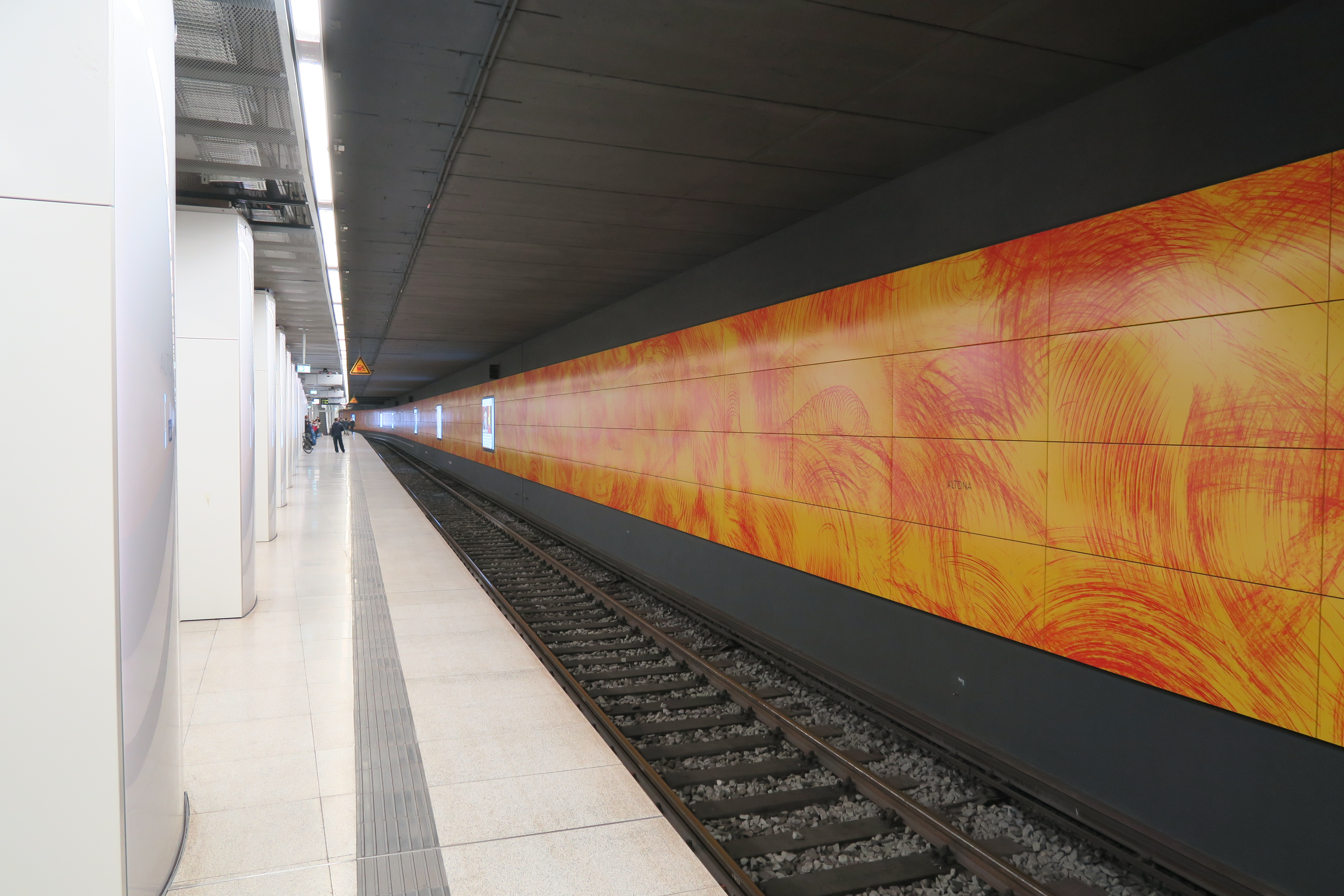
Underjordiska S-Bahnstationen
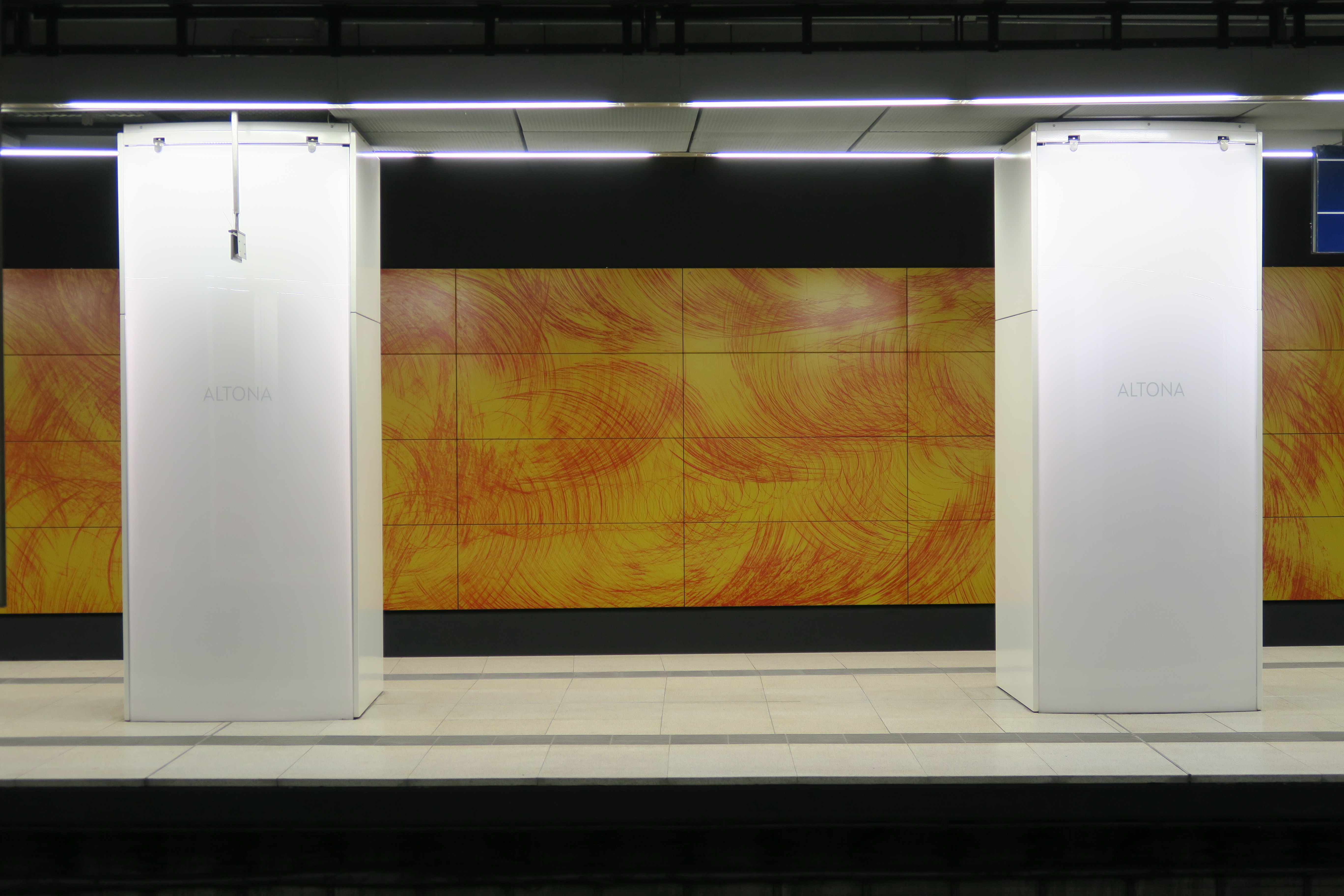
S-Bahn
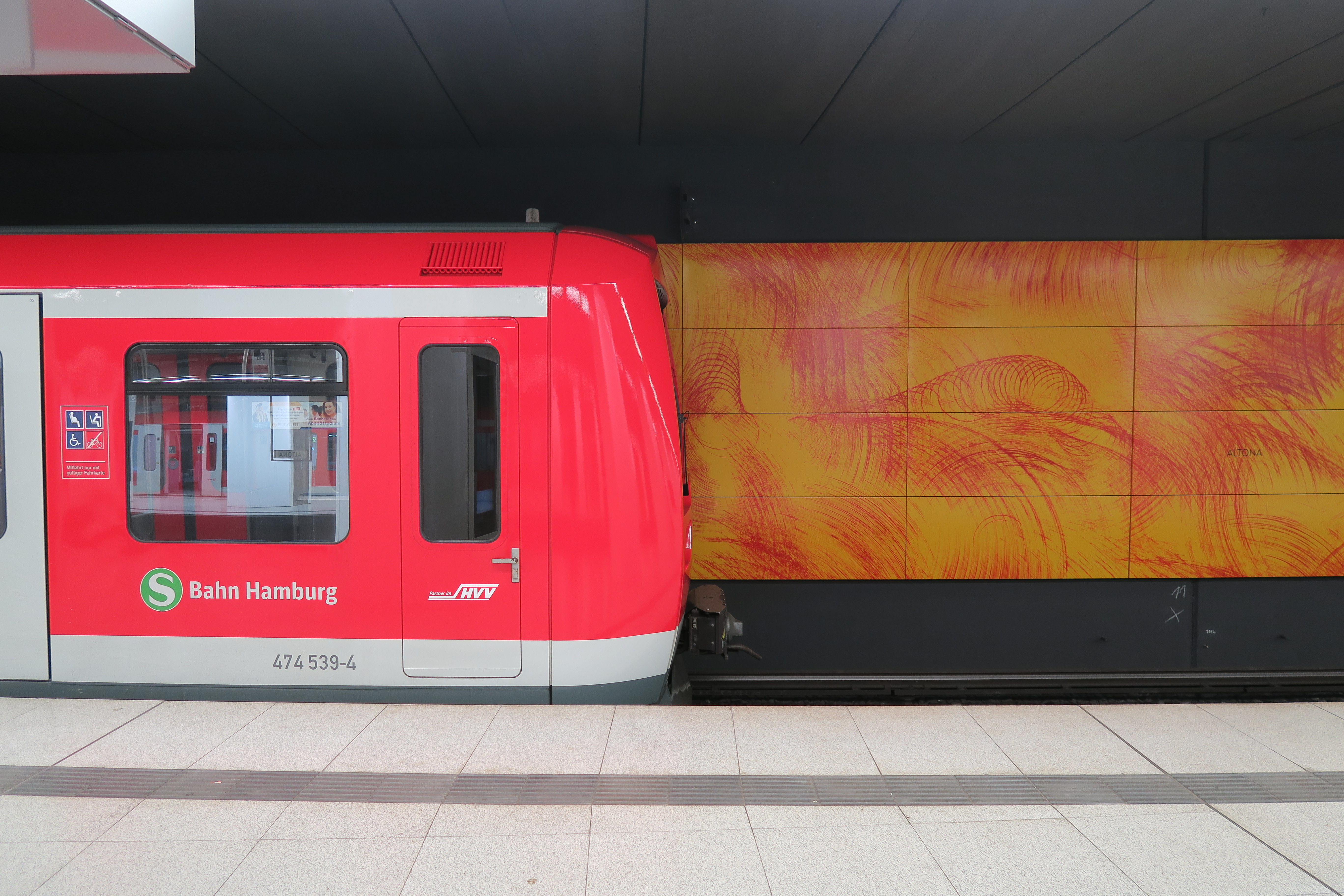